# Abraham Lincoln: Łowca wampirów
Abraham Lincoln: Łowca wampirów (ang. Abraham Lincoln: Vampire Hunter) – amerykański horror z 2012 w reżyserii Timura Biekmambietowa. Film powstał na podstawie wydanej w 2010 powieści Setha Grahame-Smitha pod tym samym tytułem.
Premiera filmu miała miejsce w Wielkiej Brytanii 20 czerwca 2012, a dwa dni później w Stanach Zjednoczonych. W Polsce premiera odbyła się 24 sierpnia 2012.

## Fabuła
Głównym bohaterem jest prezydent USA Abraham Lincoln, jednak jego biografia jest ukazana w filmie bardzo swobodnie. Historia zaczyna się, kiedy Abraham Lincoln jest jeszcze dzieckiem. Gdy jego matka zapada na tajemniczą chorobę, chłopiec dostrzega na jej szyi ślady po ugryzieniu wampira. Umierająca Nancy wpaja synowi, że najwyższą wartością jest wolność. Lincoln nigdy tego nie zapomni. Jako prezydent USA doprowadzi do zniesienia niewolnictwa. Zawsze będzie też pamiętał, że matkę odebrał mu Jack Barts, biznesmen, który jest wampirem. Pierwsze starcie z nim o mało nie kończy się dla Abrahama tragicznie. Od śmierci ratuje go znajomy, Henry Sturges, który od dawna walczy z bestiami. Przyjaciele jednoczą siły. Dorosły Abraham ma też inną bliską osobę - żonę. Mary nie ma jednak pojęcia, czym poza wielką polityką zajmuje się jej mąż.

## Obsada
- Benjamin Walker jako Abraham Lincoln
- Dominic Cooper jako Henry Sturges
- Mary Elizabeth Winstead jako Mary Todd Lincoln
- Anthony Mackie jako William Johnson
- Jimmi Simpson jako Joshua Speed
- Rufus Sewell jako Adam
- Marton Csokas jako Jack Barts
- Joseph Mawle jako Thomas Lincoln
- Robin McLeavy jako Nancy Lincoln
- Erin Wasson jako Vadoma
- John Rothman jako Jefferson Davis
- Cameron M. Brown jako William Wallace Lincoln
- Frank Brennan jako senator Jeb Nolan
- Jaqueline Fleming jako Harriet Tubman
- Alan Tudyk jako Stephen A. Douglas

i inni